# محمد عبد الله بن ببكر بن بشير الغلاوي
محمد عبد الله بن ببكر بن البشير القلاوي (ولد حوالي 1230هجرية)،

## نسبه
الاسم والمولد : اسمه : محمد عبد الله، ولد حوالي 1230هجرية، وأمه : منين بنت جد بن محمد بن الطالب عبد الرزاق القناني.
هو محمد عبد الله بن ببكر بن البشير الملقب يب البشير بن الأمين بن أبابك بن يحيى بن محمد بن حمت بن أحمد سيلوم بن الطالب ببكر بن الطالب احماد بن سيدي محمد شمس الدين بن الطالب الكبير بن محم بن موسى بن محم بن الإمام محمد قلي بن القائد إبراهيم باك بن عبيد بن أبي بكر الملقب ببيك بن جابر بن موسى بن الطاهر بن أبي النجيب عبد القاهر السهروردي البكري .

## نشأته وبيئته
نشأ في كفالة أبيه وأمه في وطن سلفه حي القلاقمة في القرن الثالث عشر هجريا في بيئة بدوية النظام أواخر دولة أولاد امبارك ابان اضمحلالها وتوفي في أوائل دولة مشظوف أيام تطلع أحمد محمود للحكم وعاش في حي ذي حل وترحال عبر خط مابين منطقة النعمة في الحوض الشرقي بموريتانيا اليوم شمالا وبين منطقة كسات : دائرة النوارة اليوم – دولة مالي جنوبا - في أسرة ذات احترام لدى طبقات الشعب مستنارا بها على حدود الله تعالى، ورغم زهدها وميلها إلى الخمول والزهد، فإنها لم تزل مشارا إليها بالأصابع بكل تقدير واحترام واستيطانها موثق بصيغة تعصيب وتعاون على البر والتقوى مع أعرق تجمع في المنطقة وأشرف نسب بالبرية حي الديانة والورع والقناعة : القلاقمة المعروفون اليوم في الحوض الشرقي بآل الطالب عبد الفتاح، ومن أدلة هذا التعصيب ما وجد بخط الولي : شيخنا محمد الأمين بن عبد الوهاب بن احم الجيد حيث قال : حمدا لمستحقه والصلاة والسلام على أشرف خلقه : ليعلم من نظر فيه أن أهل الطالب عبد الفتاح وأهلنا آل البشير بن الأمين بن أبابك نزلوا ولاته وبنوا فيها الديار عام أربع وثلاثين ومائة وألف ورحلوا من ولاته عام ثلاث وخمسين ومائة وألف ونزلوا فيت وأقاموا بها مدة وقبل نزولهم ولاته توطنوا النعمة أعواما مجتمعين على تقوى الله على دين الله عصبة على دية الخطأ خاصة دون العمد والجرح الذي دون الثلث ممتثلين قوله تعالى : ( وتعاونوا على البر ولتقوى ولا تعاونوا على الإثم والعدوان ) ولم أر من امتثلها غيرهم، ولا يحبون دخول سفيه في العصبة، هذا ما أدركنا عليه السلف الصالح ورسمناه عام ثمانية وثلاثمئة وألف هجرية بقلم / محمد الأمين بن عبد الوهاب . انتهى.
أما في الوسط الاجتماعي فأهل العلم والفضل في المنطقة يشهدون لهم بالفضل والتقى واجتناب الرذائل إرثا من جدود عن جدود مقرين بجدارة التبرك بهم وأنهم موضع احترام من سائر الناس عامتهم وخاصتهم ومن هذه الشهادات ما كتبه أجلاء علماء البقعة في القرن الرابع عشر 1340هجري أمثال : محمد الصغير بن عبد الوهاب بن أحمد الجيد المتوفي نيفا وأربعين وثلاثمائة وألف هجرية وابنه محمد عبد الله المتوفى 1342هجرية والعلامة محمد الأمين بن محمد عبد الله بن محمد بن اسحاق بن الطالب عبد الفتاح المتوفى حوالي 1376هجرية ناقلين عن خطوط مؤرخة بـ1151هجرية من سلفهم أمثال : السادة عبد الوهاب بن سيدي بن محم أخو الطالب عبد الفتاح وابن أخيه البشير بن الطالب عبد الفتاح وأحمد هيبة بن سيدي محمد بم محمد بن أحمد هيبة، ومحمد بن الطالب موسى بن يج قائلين : إن أهلنا آل أبابك بن يحيى من أقلال ولاته .
ناقلين عن علماء ولاته من آل حمم بن أبقف وباب أعمر وغيرهم، وأنهم لم يروا إلا زيارتهم والتبرك بهم، قلت : في جميع النسخ نسبتهم لشمس الدين وانتموا لولاته لتوطنهم بها بعد خراب تزقت حوالي 1000هجرية . كما ذكره فتح الشكور في ترجمة الوافي بن محمد بن شمس الدين الذي توفي بولاته حوالي 1040هجرية وشمس الدين هو الذي هاجر من شنقيط 950هجرية والظاهر أنه نزل بتزقت.
وأما ما يذكره بعض مؤرخي القبيلة من أن هجرته من شنقيط عام 1050هجرية فباطل يكذبه جميع الأدلة العقلية والنقلية.
- أما الاقتصاد فقد كانت أسرة : شيخنا محمد عبد الله ول ببكر ول البشير القلاوي، أسرة تعليم لا تهتم بشؤون الدنيا أكثر من العيش العادي وقد ملكهم الله الصبر على العبادة والزهد في الدنيا والقناعة عن ما في أيدي الناس تمسكا بقوله تعالى : ( ومن يتق الله يجعل له مخرجا ويرزقه من حيث لا يحتسب ) (ومن يتوكل على الله فهو حسبه ) . الأمر الذي ألف بينهم وبين الجماعات التي تساكنهم، وكان لهم من زمن دولة أولاد يونس في المائة العاشرة فترتهم في تزقت – خراج وهدايا تجبى من البادية كما في فتح الشكور، واستمر الحال إلى ما بعد فترة المؤلف حسب مايروى .
- الناحية الثقافية : كان عصر /شيخنا محمد عبد الله ول ببكر ول البشير القلاوي عصر اشعاع علمي يمكن أن يعد العصر الذهبي للمنطقة، لأنه عصر اجتنى ثمرات من قبلهم أمثال السادة : عبد الله بن الحاج حمى الله القلاوي المتوفى 1209هجرية كما أشار إلى ذلك احميت بقوله :
وكمل شطر العلم عين زمانه * إمام الهدى عبد الإله المبجل 
بشراحه الخمر الحلال لمسلم * وأنظامه أزرت بري القرنفل
وأحمد بن محمد رارا المتوفى 1210هجرية الذي أشار له بيرش بقوله:
ولم يزل الشيخ ابن رارا يفيدنا * يرش بشهد العلم أكباد جهل 
إلى أن غدت أتباعه كل واحد * يضيء سناه في دجى ليل أليل
والشيخ سيد المختار الكنتي المتوفى عام 1212هجري ورمز له احميت ببشير في قوله :
وإن الفتى المختار شيخ بلادنا * بشير لنا طرا بنيل المؤمل 
وعاش زمانا طاويا متقشفا * يجدد طرق القوم للمتبتل
والحاج بن آف المتوفى عام 1214هجري ورمز له بيرشد في قوله : 
وكان ابن آف الحاج أستاذ وقته * إلى الحق يرشد كل غاو مضلل
والحاج الحسن بن أغبدي الزيدي المتوفى ليلة 1123هجري والقصري بن محمد المختار بن عثمان القصري صاحب النوازل، والشيخ سيدي عبد الله بن الحاج إبراهيم العلوي المتوفى 1233هجري وخلفهم أمثال احميت بن الطالب محمودالمتوفى 1257هجري وصاحبه النابغة القلاوي المتوفى 1246هجري وشيخنا محمد الأمين بن الطالب عبد الوهاب المتوفى 1253هجري وغيرهم.
والمحيط الذي عاش فيه الشيخ / محمد عبد الله بن ببكر بن البشير القلاوي، خاصة مؤلف من أسرته في حي القلاقمة دوحة العلم فأخواله أهل الطالب عبد الرزاق القناني فأخوال أبيه أهل الطالب عبد الوهاب الفلالي، فهذه المجموعات آنذاك تشبه معاهد لشتى العلوم تنتقل عبر الصحاري والأودية، لا تخلو أسرة من عالم متفنن أو حافظ متقن وخلفت حضارة لا يستهان بها تحوي الكثير من المخطوطات ضاع جلها اليوم وما زال البعض بالأيدي معرضا للضياع وآسفاه!! .
إلا أنه في آخر الفترة : منتصف القرن الثالث عشر الهجري ولعامل ما تقلص تعلم العربية في جل المنطقة وقلت دراسته من نحو وصرف ولغة وأصبح العلم المدروس : القرآن وعلومه والتوحيد والفقه، وقلما تدرس قواعده الأمر الذي انعكست نتيجته على المحاضر في المنطقة أوائل القرن الرابع عشر الهجري .
الدراسة : لم أقف على شيء يؤرخ لبدء دراسة الشيخ / محمد عبد الله بن ببكر بن البشير القلاوي، إلا أن العرف يقضي بأن يبدأها مبكرا إذ لا شيء يحول بينه وبينها وقد درس القرآن على أبيه، إجازة في مقرأ نافع الذي أخذه عن شيخه محمد الأمين بن الطالب عبد الوهاب عن سيدي محمد بن الطالب اعل التنمزي بدليل ما وجدت من خطوط بعض تلامذته وتلامذتهم مثل محمد بيه بن أحمد بويه الإكسيمي ومحمد الصغير ابن الشيخ/ محمد عبد الله بن ببكر بن البشير، آخذا عن المصطفى بن بناعيم عن محمد الأمين بن محمد عبد الله بن أعمر بن لمثاقيل عن شيخنا محمد عبد الله عن أبيه ببكر ... الخ..
ثم درس عليه الفقه ومبادئ النحو وأخذ أيضا عن علماء حيه القلاقمة وغيرهم وأشهر من أخذ عنهم غير أبيه السيد : محمود بن محمد المختار والسيد أحمد بيات بن سيد القلقميين وأحمد بويه بن محمد بيه الإكسيمي، وقد ورد في كتاب فرض العين مايدل على أنه درس على الشيخ / محمد فاضل في التوحيد .
محظرته: نشأت محظرة الشيخ / محمد عبد الله بن ببكر بن البشير القلاوي في الخمسينات بعد مائتين وألف هجرية وهو شاب في حي القلاقمة، فأمره أبوه أن يخرج من المحلة فخرج ومعه ابنا عمه : الشيخ وسيداهل ابنا أحمد سيلوم بن يب البشير وبقي ببكر في الحي إلى أن توفي حوالي 1263هجري بموضع يسمى اتنيد من أعمال كال بتفخيم اللام بمالي، وتأسست الدراسة في المحظرة أساسا على أركان الإسلام والمعاملات مع الأخذ من مبادئ النحو والصرف وقد ارتادها كثير من الطلاب وتحلت سلوك صوفي نشاطه العبادة والتدريس مع العزلة 0

## تلامذته
```
من أشهر تلامذة الشيخ / محمد عبد الله بن ببكر بن البشير القلاوي : 
```

- 1- بيه بن سيدي المختار بن بيه القلاوي الأحمدي
- 2- ومحمدي بن الطالب محمد بن عمار الطلابي
- 3- اسواد بن اعل بن عثمان الطلابي
- 4- الشيخ / محمد الأمين بن همادي التونقادي
- 5- ومحمد بيه بن أحمد بويه الإكسيمي
- 6- محمد الأمين بن خي أم بن سيدي الجكني
- 7- محمد الأمين بن محمد عبد الله بن أعمر بن لمثاقيل الفلالي
- 8- سيدي محمد بن المختار بن الطالب محمد بن أبي بكر المسومي، وهو ناقل مصحفه الموجود عندنا اليوم.

## مؤلفاته
من الشائع ان له 63 تأليفا، ولم أجد منها الا القليل وأهمها:
- كتاب فرض العين في الفقه بجزئية الأول والثاني،

وله عدة أنظام ابتهالات وتقديسات أشهرها النظم المسمى تقديس القدوس أوله :
صلى الإله على المختار سيدنا * هو الشفيع غدا في سائر الأمم
وعدد أبياته102 ، وقد شرحه العلامة : محمد يحيى بن سليم اليونسي الولاتي.
ومنها نظم أسماء الله الحسنى في28بيتا أوله :
يقول عبد الله هو محمد * نجل أبي بكر كلاما يحمد
ونظم جيش العسرة وعدده 29 بيتا أوله :
اللهم إني متوسل بك * وبرسولك النبي عبدك

## سيرته
كان الشيخ / محمد عبد الله بن ببكر بن البشير القلاوي، من الزهاد على سيرة سلفه أمثال شيخنا : محمد الأمين بن عبد الوهاب بن أحمد الجيد، وقد أورد بعض كلامه عنه حفيد المؤلف والدي : طالبنا محمد عبد الله بن فضيلي في آخر شرحه ميراث فرض العين ومعه قصص آخر عن كراماته وصلاحه فلينظره من أحب الإطلاع عليه، وقد سمعت من شيخنا : المحفوظ بن بيه أنه أدرك شيوخا كانوا على صلة بالمؤلف يحكون عنه من الزهد ما يتعجب منه، ومن ذلك أنهم قدموا عليه صلة له يوم عيد يريدون الصلاة معه، ولما حان وقتها قدم أحدا (سماه باسمه) لا يرونه أهلا لذلك، وكان كثير الهدايا والإنفاق، ولم يطلب حاجة دنيا لأحد .
وكان معروفا بسرعة الإجابة في الدعاء ويأتيه الناس لذلك، وذات يوم جاءه أحد يطلب الدعاء للغيث فأعطاه جلد غنم أي (الويش بالحسانية) ليجعله على رأسه عن المطر وشرع ينظم منظومته المسماة بالإغاثة وأولها :
يارب صل على أحمدا * وغثنا سريعا بآل الهدى
فنزل المطر والطالب مازال ينظر فيه، وقد جاءته شكوى من ظالم وطلب منه الدعاء عليه فأبى إلا أن يأتي الطالب بفتوى مكتوبة من نفر من قبيلة تفلالت يزكيهم المؤلف هم أعلم بخبر المشتكى منه فأتاه بفتواهم فدعا الله أن يوقف ضره عن المسلمين وبعد ذلك بأيام كان جالسا في مسجد الشيخ / محمد فاضل فإذا بقادم يحمل سلب رجل فقالوا : هذا سيد الأكحل الموسوي فوضع السلب بجانب الشيخ /محمد عبد الله قائلا : هذا سلب اصويد (بالحسانية الذي طلبت من الله الخلاص منه .

## وفاته
توفي الشيخ / محمد عبد الله بن ببكر بن البشير القلاوي عام 1293هجري عن عمر ناهز 63سنة ودفن بونط المعروفة اليوم بدار البركة وهي عبارة عن غدير تحيط به من الغرب والشمال رمال تتخللها خدود، وتقع جنوبي غرب مدينة اشبار الرشيد على مسافة 6كلم .
هذا وقد استمر التدريس في محظرته بعد وفاته، برئاسة خليفته العلامة / محمد المختار إلى أن توفي وخلفه فيها أخوه : محمد الصغير وبعده خلفه تلميذه ابن عمه 
الشيخ : محمد عبد الله بن عبد الرزاق المتوفى 1341هجري والذي عندنا اجازته وبعده انضمت إلى محظرة حفيد المؤلف الشيخ : محمد فاضل المعروف بطالبنا بن فضيلي وأعاد لها فنون لعربية والمنطق والأصول والقواعد مع القرآن والفقه ولم تزل مزدهرة إلى أواخر الستينات بعد ثلاث مائة وألف هجرية فضعف بصره ولم يزل قائما بالتدريس والإفتاء حتى توفي يوم الإثنين آخر يوم من ذي القعدة عام 1391هـ الموافق أوائل يناير 1972م عن عمر بلغ 88سنة و11شهرا ودفن في مقبرة بومسعود مع عمه الشيخ : محمد تقي الله مخلفا وراءه تراثا لا بأس به .